# Greenwood (Pennsylvanie)
Pour les articles homonymes, voir Greenwood.
Greenwood est une census-designated place située dans le comté de Blair, dans l’État de Pennsylvanie, aux États-Unis. Lors du recensement de 2020, elle compte 3 114 habitants.